# 福布斯-土壤

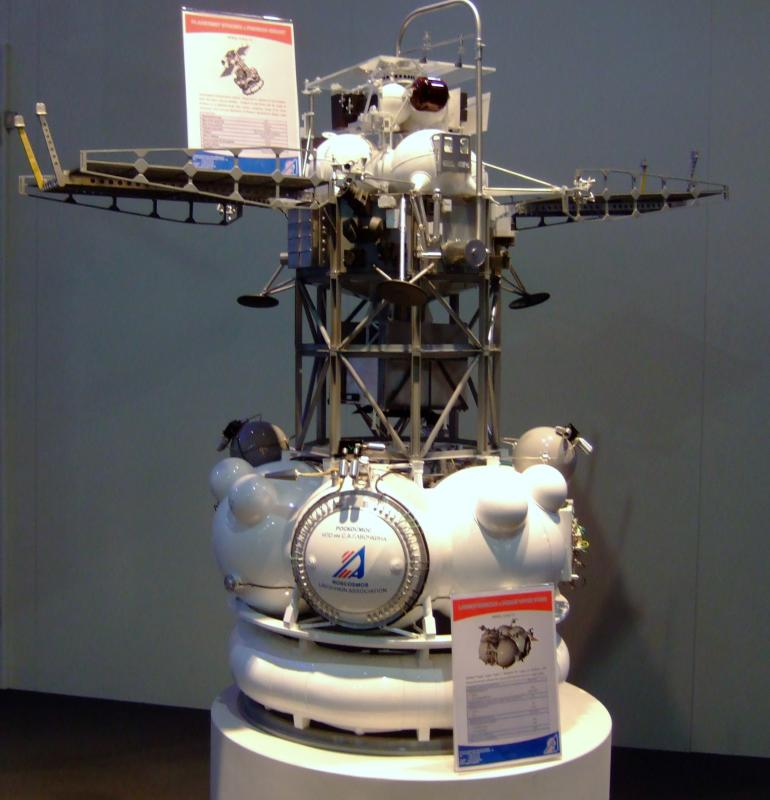
福布斯-土壤探測器模型

福布斯-土壤又称火卫一-土壤（俄語：Фобос-грунт、转写：、英語： 或作）是俄罗斯联邦航天局（РКА）与俄罗斯拉沃契金科研生产联合体（НПО Лавочкина）、俄国科学院太空研究所（ИКИ）、中国国家航天局（CNSA）、香港理工大學、美国行星學會（the Planetary Society）、美国喷气推进实验室（JPL）、保加利亚科学院（БАН）等部门合作研制的火卫一、火星探测任务。“福布斯-土壤”任务是俄罗斯联邦自苏联解体以后首次从头到尾规划的火星探测任务。

## 历程
协调世界时2011年11月8日20:16:02.871、当地时间次日凌晨02:16:02.871，携带着中国首颗小型火星轨道探测器——萤火一号的福布斯-土壤，由天顶-2SB运载火箭（Зенит-2СБ）从哈萨克斯坦拜科努尔航天发射场第45号工位第一发射台发射升空。预定于2012年9月释放萤火一号并将其送入火星轨道，其后三次变轨进入火卫一低轨道进行勘测，择机在火卫一南纬5°至北纬5°、西经230°至235°的区域内软着陆。对土壤进行检测、采样。预计采取200克的土壤样品，样品将被储藏于返回器中，容量满时脱离主探测器，进入火卫一轨道后返回地球，在哈萨克斯坦境内硬着陆。
探测器进入低地轨道后进行第一次变轨。第二次变轨前定向系统发生故障，暂时未能脱离低地轨道。有雷达数据表明第一次变轨后探测器因不明原因与预定的高轨道有较大偏差，雷达信号显示有两个物体滞留在变轨前的低地轨道。俄方调查结果认为是电子设备上的两块芯片遭遇辐射损坏后，导致舰载计算机程序崩溃造成失败。虽然探测器仍有能源供应且与地控站有联系，但因需要脱离地球轨道的燃料都在提早脱离的助推器上，探测器很可能无法完成任务。控制室的工程师于莫斯科时间11月9日晚21:16尝试再次点火，而后又推迟至11月10日凌晨05时。在第四次通讯时成功收到探测器的数据信号。探测器的低地轨道将于2012年1月中旬衰变，若探测器至此时尚无法变轨，将会在大气层中烧毁。
最终卫星无法完成轨道转移而坠毁于大气层，卫星部分碎片于2012年1月15日17时45分坠于太平洋海域，另有一些碎片坠于巴西境内，燃料在大气层全部烧毁，未构成危险。

## 参阅
- 火卫一
- 萤火一号
- 火星96
- 福布斯一号
- 福布斯二号
- 火星探测
- 太陽系探測器列表